# (51826) Kalpanachawla
Kalpanachawla. Asteroide n.º 51826 (2001 OB34 ), descubierto por Eleanor F. Helin el 19 de julio de 2001 desde Monte Palomar (California) dentro del programa NEAT (Near-Earth Asteroid tracking Program).-
Nombrado en honor de Kalpana Chawla, especialista de misión en el transbordador espacial Columbia, desintegrado en su reentrada en la atmósfera terrestre el 1 de febrero de 2003.-